# Малая Кондратовская
Малая Кондратовская — деревня в Каргопольском районе Архангельской области России. Входит в состав Павловского сельского поселения.

## История
В «Списке населенных мест Российской империи», изданном в 1879 году, населённый пункт упомянут как деревня Малокондратовская (Часовенская) Каргопольского уезда (1-го стана), при озере Святом, расположенная в 11 верстах от уездного города Каргополя. В деревне насчитывалось 16 дворов и проживало 95 человек (45 мужчин и 50 женщин). Действовали православная часовня и кузница.
По данным 1905 года имелось 25 дворов и проживало 153 человека (74 мужчины и 79 женщин). В административном отношении деревня входила в состав Ольгского общества Калитинской волости. Имелось 22 лошади, 39 коров и 83 головы прочего скота.

## География
Деревня находится в юго-западной части Архангельской области, в южной зоне средней тайги, к северо-западу от озера Святого, к востоку от озера Лача, на расстоянии примерно 9 километров (по прямой) к югу от города Каргополя, административного центра района.

### Часовой пояс
Малая Кондратовская, как и вся Архангельская область, находится в часовой зоне МСК (московское время). Смещение применяемого времени относительно UTC составляет +3:00.

## Население
| 2002 | 2010 | 2012 |
| ---- | ---- | ---- |
| 14   | ↘11  | ↘4   |

Национальный состав
Согласно результатам переписи 2002 года, в национальной структуре населения русские составляли 100 %.